# محمود نور الدين
محمود نور الدين ضابط مخابرات مصري سابق، مؤسس وقائد تنظيم ثورة مصر الذي مثل أعنف رد فعل شعبي مصري على سياسات التطبيع مع إسرائيل

## مولده ونشأته
ولد محمود نور الدين في محافظة الإسكندرية في 26 يناير 1940م وبعد حصوله على الثانوية العامة سافر إلى لندن عام 1964 والتحق بالعمل بإدارة التمثيل التجاري ثم المكتب التجاري التابع للسفارة المصرية في لندن وأتاح له وجوده في لندن استكمال دراسته بجامعة لندن حيث حصل على شهادة البكالوريوس في الاقتصاد ثم تم إلحاقه بمكتب المخابرات العامة بالسفارة المصرية وكان عمله مختصًا بمتابعة النشاط الصهيوني في بريطانيا وأدى نور الدين لبلاده خدماتًا جليلة في هذا المجال خاصة خلال حرب عام 1973، واستمر نور الدين في عمله بكفاءة حتى جاءت زيارة الرئيس السادات للقدس عام 1977م والتي شكلت صدمة لنور الدين دفعته إلى تقديم استقالته من جهاز المخابرات المصرية وانصبت جهوده بعد ذلك على تأسيس مجلة في لندن مناهضة لسياسات السادات حملت اسم «23 يوليو» بالاشتراك مع الكاتبين محمود السعدني وفهمي حسين وفنان الكاريكاتير صلاح الليثي وعاصم حنفي وآخرين وبتمويل غير معلن من حاكم الشارقة الحالي ولكن المجلة سرعان ما توقف إصدارها لأسباب مادية.

## ثورة مصر
في عام 1983م عاد نور الدين إلى مصر وقد اختمرت في ذهنه فكرة العمل المسلح كطريقة لمواجهة الوجود الإسرائيلي على أرض مصر وكان هدف نور الدين الرئيسي هو مواجهة رجال الموساد ممن يتخفون تحت غطاء دبلوماسي، ومع مجي العام 1984 كان التنظيم المسلح الذي خطط له نور الدين قد بدأ في التشكل وحمل اسم «ثورة مصر» وضم مزيجًا فريدًا من المدنيين والعسكريين ووضع نور الدين أهداف التنظيم واضحة أمام بقية الأعضاء: تصفيه الكوادر الجواسيس العاملين تحت غطاء السلك الدبلوماسي، لكن بصورة غير رسمية حتى لا تقع مصر في أزمات دبلوماسية أو ما شابه، ورفض نور الدين رفضا قاطعا اغتيال أي مصري أيا كان موقفه السياسي وكان يردد دائما أن «صدور الصهاينة أولى بكل رصاصة» .

## أول الرصاصات
جاءت أول عمليات التنظيم في يونيو عام 1985 حين تمكن أعضاؤه من اغتيال زيفي كيدار مسئول الأمن في السفارة الإسرائيلية بالقاهرة وفي أغسطس من نفس العام وجهت «ثورة مصر» ضربتها الثانية للموساد الإسرائيلي حين قام أعضاؤها باغتيال ألبرت اتراكشي المسؤول السابق للموساد في إنجلترا والذي كان يعمل بالسفارة الإسرائيلية في مصر والذي وصفه محمود نور الدين في حوار صحفي فيما بعد بأنه كان «يتلذذ بفقء أعين الأسرى المصريين».
جاءت العملية الثالثة احتجاجا على مشاركة إسرائيل في معرض القاهرة التجاري الدولي فقامت ثورة مصر بهجوم على سيارة إسرائيلية تضم المشاركين في جناح إسرائيل بالمعرض في عام 1986، وشهدت العملية الرابعة توسعا لضربات التنظيم حيث قرر نور الدين استهداف رجال المخابرات الأمريكية في القاهرة وتحقق ذلك في هجوم شنه أعضاء التنظيم على 3 عاملين بالسفارة الأمريكية بالقاهرة في مايو 1987، مما جعل التنظيم ملاحقا من الأمن المصري والموساد الإسرائيلي والمخابرات الأمريكية (سي.آي.إيه) على حد سواء.

## الخيانة
كما هو الحال مع أغلب التنظيمات الثورية لم يتم اختراق «ثورة مصر» من خارجه بل من داخله، وجاءت الخيانة من أقرب الناس لنور الدين وهو شقيقه «أحمد عصام» الذي لجأ إلى السفارة الأمريكية في القاهرة عارضا عليها كافة معلوماته عن التنظيم وأعضاؤه مقابل حصوله على الجنسية الأمريكية ومبلغ نصف مليون دولار ورغم ذلك فلم يحصل «أحمد عصام» على ثمن خيانته المرجو بل قامت السفارة بتسليمه إلى الأمن المصري مع بقية أعضاء التنظيم الذين تم إلقاء القبض عليهم في أواخر عام 1987.
حوكم نور الدين مع عشرة متهمين آخرين من بينهم خالد نجل الرئيس الراحل جمال عبد الناصر الذي وجهت له تهم تمويل التنظيم وإمداده بالأسلحة ولكن سرعان ما تم تبرئته مع أربعة متهمين آخرين، في حين حكم على نور الدين بالسجن 25 عاما .

## الرحيل
في 16 سبتمبر 1998 تم تشييع جنازة محمود نور الدين الذي لقي ربه في ليمان طره بعد أن قضى 11 عاما في السجون المصرية، ورغم التواجد الأمني المكثف في الجنازة إلا أن ذلك لم يحل دون مشاركة شعبية واسعة قام المشاركون خلالها بإحراق العلم الإسرائيلي والهتاف ضد إسرائيل والولايات المتحدة.
تجدر هنا الإشارة هنا إلى أن الأعمال المسلحة ضد الإسرائيليين لم تتوقف بتوقف تنظيم ثورة مصر، فقد شهد العام 1990 قيام الجندي المصري أيمن حسن بتنفيذ عملية عسكرية على الحدود المصرية الفلسطينية المحتلة ردا على إساءة جنود إسرائيليين وإهانة العلم المصري وقيام الإسرائيليين بمذبحة المسجد الأقصى الأولى.

## وصلات خارجية
- محمود نور الدين على موقع أرشيف الشارخ.
- الشيخ حامد إبراهيم، أمين سر تنظيم ثورة مصر، برنامج زيارة خاصة، قناة الجزيرة، 25 يوليو 2003م
- صفحات مطويه- تنظيم ثورة مصر - فيديو على يوتيوب